# Tsungming-Tu-Preis
Der Tsungming-Tu-Preis ist ein taiwanischer Wissenschaftspreis.
Der Tsungming-Tu-Preis wird vom National Science Councils (國家科學委員會) in Taiwan (Republik China) an deutsche Wissenschaftler verliehen und ist die höchste akademische Ehre für Ausländer in Taiwan. Der erstmals 2007 verliehene Preis wird jährlich an höchstens drei Personen für außerordentliche Verdienste oder Entdeckungen in einem Forschungsgebiet vergeben und ist mit einem Preisgeld von zwischen 50.000 und 100.000 US-Dollar dotiert. Namensgeber ist der taiwanische Mediziner Tsungming Tu (杜聰明; 1893–1986). Partnerorganisation des NSC für den Preis ist die Alexander von Humboldt-Stiftung. Umgekehrt verleiht die Alexander-von-Humboldt-Stiftung jährlich an bis zu drei Wissenschaftler aus Taiwan den Humboldt-Forschungspreis.

## Preisträger
- 2007: Peter Jonas, deutscher Neurophysiologe[2] und Klaus Ploog, deutscher Festkörperelektroniker[3]
- 2009: Peter Fulde, deutscher Theoretischer Physiker[4]
- 2010: Jürgen Hennig, deutscher Radiologe[5]
- 2011: Harald zur Hausen, deutscher Virologe,[6] Klaus Müllen, deutscher Chemiker[7] und Ansgar Jüngel, deutscher Mathematiker[8]
- 2012: Johannes Buchmann, deutscher Informatiker[9]
- 2015: Claudia Felser, deutsche Materialwissenschaftlerin[10] und Rainer Waser, deutscher Physikochemiker[11]
- 2016: Eberhard Groß, deutscher theoretischer Physiker, Christoph Plass, deutscher Krebsforscher[12][13]
- 2017: Hannah Monyer, deutsche Neurowissenschaftlerin,[14] Michael Lackner, deutscher Sinologe,[15] Gerhard Bohrmann, deutscher Geologe[16]
- 2018: Wolf B. Frommer, deutscher Botaniker[17]

## Nachweise
1. ↑  Kooperation mit Taiwan verlängert, Alexander-von-Humboldt-Stiftung, 2014
2. ↑  Rudolf-Werner Dreier: Internationale Auszeichnung. Albert-Ludwigs-Universität Freiburg im Breisgau, Pressemitteilung vom 14. Dezember 2007 beim Informationsdienst Wissenschaft (idw-online.de), abgerufen am 15. September 2015.
3. ↑  Meggie Lu: New award aims to inspire bright young academics. Taipei Times, 11. Dezember 2007
4. ↑  Programm mit der Verleihung des Tsungming-Tu-Preises während des Taiwan-Germany Joint Symposium on Marine Gas Hydrate Exploration and Carbon Sequestration Technologies am 4. November 2009 (Memento des Originals vom 5. November 2009 im Internet Archive)  Info: Der Archivlink wurde automatisch eingesetzt und noch nicht geprüft. Bitte prüfe Original- und Archivlink gemäß Anleitung und entferne dann diesen Hinweis.
5. ↑  Höchste wissenschaftliche Auszeichnung Taiwans kommt nach Freiburg (Seite nicht mehr abrufbar, festgestellt im Dezember 2018. Suche in Webarchiven)  Info: Der Link wurde automatisch als defekt markiert. Bitte prüfe den Link gemäß Anleitung und entferne dann diesen Hinweis. beim Universitätsklinikum Freiburg (uniklinik-freiburg.de); abgerufen am 13. November 2011.
6. ↑  NSC Delegation to Germany Promotes Further Cooperation on Science (Memento des Originals vom 20. März 2012 im Internet Archive)  Info: Der Archivlink wurde automatisch eingesetzt und noch nicht geprüft. Bitte prüfe Original- und Archivlink gemäß Anleitung und entferne dann diesen Hinweis. bei ntust.edu.tw; abgerufen am 13. November 2011
7. ↑  http://www.graphene-flagship.eu/GFreg/contactinfo.php?id=1505@1@2Vorlage:Toter+Link/www.graphene-flagship.eu+(Seite+nicht+mehr+abrufbar,+festgestellt+im+Dezember+2018.+Suche+in+Webarchiven) Datei:Pictogram+voting+info.svg Info:+Der+Link+wurde+automatisch+als+defekt+markiert.+Bitte+prüfe+den+Link+gemäß+Anleitung+und+entferne+dann+diesen+Hinweis. abgerufen am 13. November 2011
8. ↑  Höchste wissenschaftliche Auszeichnung Taiwans kommt an die TU Wien, 20. Juni 2011
9. ↑  Petra Plättner: Bedeutende Ehrungen für Mitglieder der Akademie der Wissenschaften und der Literatur. Akademie der Wissenschaften und der Literatur, Mainz, Pressemitteilung vom 22. Juni 2012 beim Informationsdienst Wissenschaft (idw-online.de), abgerufen am 30. Juni 2012.
10. ↑  Ingrid Rothe: Claudia Felser honored with the Tsungming Tu Award. Max-Planck-Institut für Chemische Physik fester Stoffe, Pressemitteilung vom 21. April 2015 beim Informationsdienst Wissenschaft (idw-online.de), abgerufen am 21. April 2015.
11. ↑  Forschungszentrum Jülich  -  Hidden - Höchster Wissenschaftspreis Taiwans geht an Rainer Waser. Abgerufen am 2. Juli 2018.
12. ↑  2015 TTA. In: ibc.sinica.edu.tw. 20. April 2016, archiviert vom Original (nicht mehr online verfügbar) am 6. Dezember 2016; abgerufen am 6. Dezember 2016.  Info: Der Archivlink wurde automatisch eingesetzt und noch nicht geprüft. Bitte prüfe Original- und Archivlink gemäß Anleitung und entferne dann diesen Hinweis.
13. ↑  DKTK : Taiwan’s highest scientific award goes to Christoph Plass. In: dktk.dkfz.de. 20. April 2016, abgerufen am 6. Dezember 2016.
14. ↑  Stefanie Seltmann: Höchste wissenschaftliche Auszeichnung Taiwans für Hannah Monyer. Deutsches Krebsforschungszentrum, Pressemitteilung vom 16. März 2017 beim Informationsdienst Wissenschaft (idw-online.de), abgerufen am 16. März 2017.
15. ↑  „Tsungming Tu“-Preis für Prof. Dr. Michael Lackner. Abgerufen am 7. Mai 2018.
16. ↑  Götz, Karla: Professor Gerhard Bohrmann erhält höchsten Wissenschaftspreis von Taiwan. 15. März 2017, abgerufen am 7. Mai 2018.
17. ↑  The 11th Tsungming Tu Award Ceremony. In: sinica.edu.tw. 2. Mai 2018, abgerufen am 5. Mai 2018 (chinesisch).